# Universidad de Economía de Viena

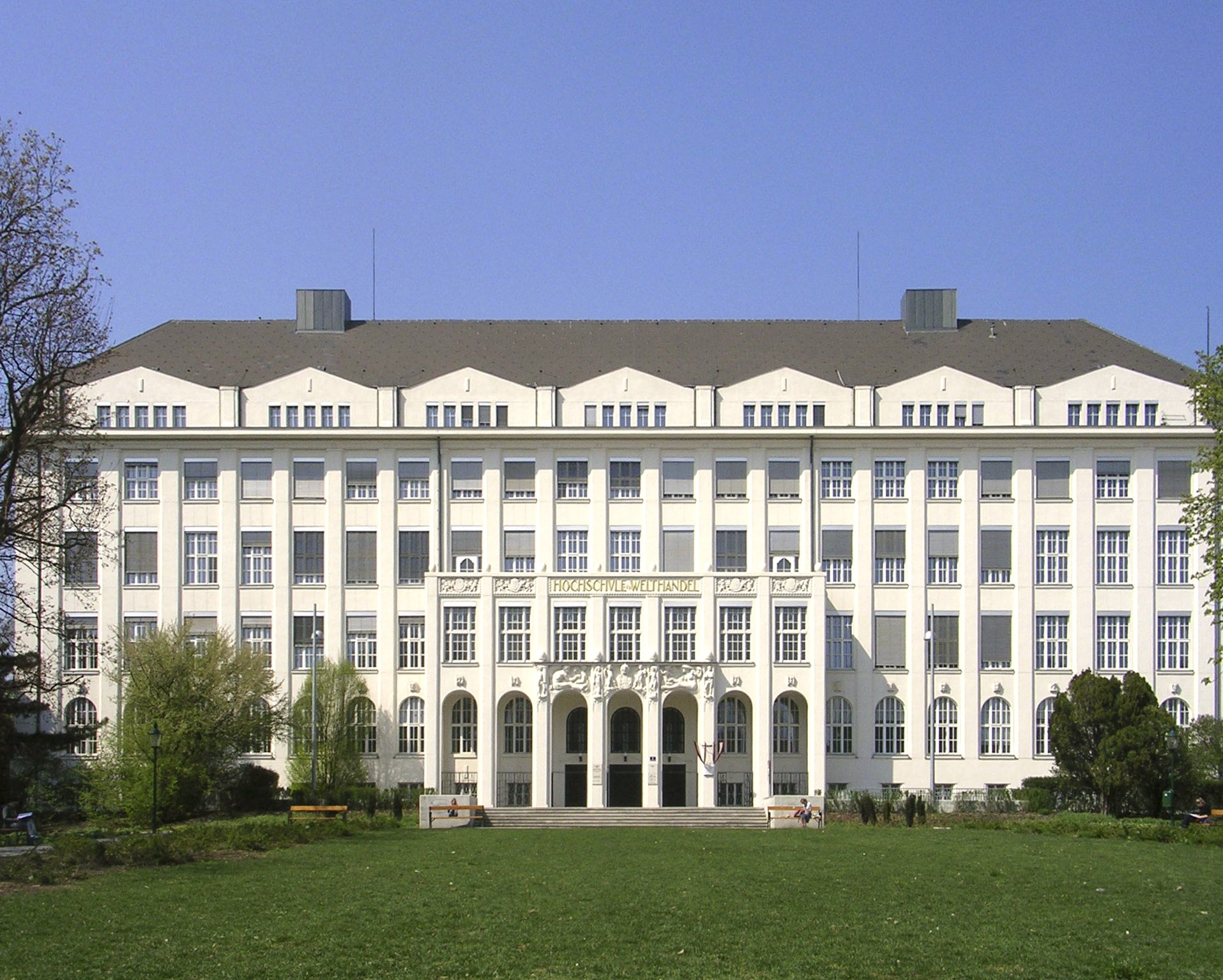
Edificio principal antiguo (de 1916 a 1982)

La Universidad de Economía de Viena (en alemán, Wirtschaftsuniversität Wien, abreviado como WU-Wien) es la universidad de ciencias económicas y empresariales con el mayor número de estudiantes en Europa continental. Funciona bajo el esquema de créditos del sistema educativo comunitario de Bologna y tiene institutos de Investigación de Política Económica, Economía Heterodoxa, Desarrollo Regional, Economía Ambiental, Economía Informática, Mercadotecnia, Finanzas Internacionales, entre otros. 
Fue fundada en el último tercio del siglo XIX como Academia de Comercio Exterior. Debido a su alto nivel y especialización en economía, es la institución de educación en economía más prestigiada de Austria y de habla germana en general, lo cual se refleja en el alto número de solicitantes a ingreso procedentes de Alemania y Suiza.
Dentro de sus tradiciones más notorias están el baile de la WU (WU Ball), con valses vieneses que se celebra en enero en el Palacio de Hofburg, así como el Aula Fest, en mayo.
Por sus aulas han pasado la mayoría de ministros de finanzas, economía y hacienda de Austria, así como un gran número de líderes de partidos políticos de Austria y Alemania.